# Ignacio Cortabitarte
Ignacio Cortabitarte Maguregui (Aulestia, 4 de enero de 1912 - Elgóibar, 4 de julio de 1998) fue un pelotari español de la especialidad de mano, activo en las décadas de 1930, 40 y 50. Fue conocido en el mundo de la pelota vasca como Cortabitarte. En la actualidad su apellido suele ser transcrito con la grafía vasca como Kortabitarte. 
Era natural de la localidad vizcaína de Aulestia, cuna de grandes pelotaris, aunque vivió la mayor parte de su vida en la localidad guipuzcoana de Elgóibar. Cortabitarte apareció en el mundo de la pelota vasca profesional hacia 1933. 
En los años de la posguerra participó en las primeras ediciones del Campeonato manomanista, siendo eliminado en las ediciones de 1940 y 1942 por Atano VII y en la de 1944 por el Zurdo de Mondragón. En el Campeonato de España de mano parejas, haciendo pareja con su paisano Ubilla I, fue subcampeón de la edición de 1943, donde perdieron frente a Onaindia y Urcelay. En aquella época fue considerado uno de los mejores zagueros.

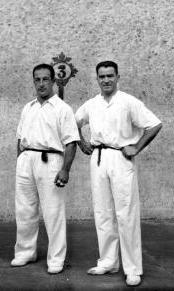
Ubilla I (izda.) y Cortabitarte (dcha.) fueron subcampeones del campeonato de parejas en 1943

En 1957 se retiró de la pelota profesional tras una dilatada carrera y al año siguiente le fue concedida la Medalla al mérito deportivo.

## Finales de mano parejas
| Año  | Campeones             | Subcampeones            | Tanteo | Frontón |
| ---- | --------------------- | ----------------------- | ------ | ------- |
| 1943 | Onaindia - Urcelay II | Ubilla I - Cortabitarte | 22-21  |         |